# NGC 1380
NGC 1380 (другие обозначения — ESO 358-28, MCG -6-9-2, AM 0334-350, FCC 167, IRAS03345-3508, PGC 13318) — линзообразная галактика (SB0) в созвездии Печь.
Этот объект входит в число перечисленных в оригинальной редакции «Нового общего каталога».
Галактика входит в Скопление Печи.
В галактике вспыхнула сверхновая SN 1992A типа Ia, её пиковая видимая звездная величина составила 12,8.
Галактика NGC 1380 входит в состав группы галактик NGC 1316. Помимо NGC 1380 в группу также входят ещё 22 галактики.